# Atletica leggera ai Giochi della XXXIII Olimpiade - Salto triplo femminile
Ai Giochi della XXXIII Olimpiade la competizione del Salto triplo femminile si è svolta nei giorni 2 e 3 agosto 2024 presso lo Stade de France di Parigi.

## Presenze ed assenze delle campionesse in carica
| Competizione         | Atleta            | Prestazione | Parigi 2024 |
| -------------------- | ----------------- | ----------- | ----------- |
| Olimpiadi 2020       | Yulimar Rojas     | 15,67 m     | Infortunata |
| Africani 2022        | Sangoné Kandji    | 13,76 m     | Non qual.   |
| Commonwealth 2022    | Shanieka Ricketts | 14,94 m     | Presente    |
| Asiatici 2022        | Sharifa Davronova | 14,09 m     | Presente    |
| Panamericani 2023    | Leyanis Pérez     | 14,75 m     | Presente    |
| Mondiali 2023        | Yulimar Rojas     | 15,08 m     | Infortunata |
| Europei 2024         | Ana Peleteiro     | 14,85 m     | Presente    |
|                      |                   |             |             |
| Mondiali junior 2022 | Sharifa Davronova | 14,04 m     | Presente    |

## Risultati

### Qualificazioni
Si qualificano per la finale le atlete che saltano 14,35 m (Q) oppure le migliori 12 (q).
| Pos. | Gruppo | Atleta                  | Nazione     | 1º    | 2º    | 3º    | Miglior misura | Note |
| ---- | ------ | ----------------------- | ----------- | ----- | ----- | ----- | -------------- | ---- |
| 1    | B      | Leyanis Pérez Hernández | Cuba        | x     | 14,29 | 14,68 | 14,68          | Q    |
| 2    | B      | Shanieka Ricketts       | Giamaica    | 14,47 |       |       | 14,47          | Q    |
| 3    | A      | Jasmine Moore           | Stati Uniti | 14,43 |       |       | 14,43          | Q    |
| 4    | A      | Liadagmis Povea         | Cuba        | 14,39 |       |       | 14,39          | Q    |
| 5    | B      | Ana Peleteiro           | Spagna      | 14,36 |       |       | 14,36          | Q    |
| 6    | B      | Dariya Derkach          | Italia      | 14,19 | 14,35 |       | 14,35          | Q    |
| 7    | A      | Thea LaFond             | Dominica    | x     | 14,35 |       | 14,35          | Q    |
| 8    | A      | Maryna Bech-Romančuk    | Ucraina     | 14,30 | x     | 14,09 | 14,30          | q    |
| 9    | B      | Elena Taloş             | Romania     | x     | 14,23 | 14,21 | 14,23          | q    |
| 10   | A      | Ackelia Smith           | Giamaica    | 14,08 | 13,98 | 14,09 | 14,09          | q    |
| 11   | B      | Keturah Orji            | Stati Uniti | 13,58 | x     | 14,09 | 14,09          | q    |
| 12   | B      | Ilionis Guillaume       | Francia     | 13,82 | 13,58 | 14,05 | 14,05          | q    |
| 13   | A      | Diana Ion               | Romania     | x     | x     | 14,03 | 14,03          |      |
| 14   | B      | Tori Franklin           | Stati Uniti | 13,84 | 14,02 | 13,82 | 14,02          |      |
| 15   | B      | Charisma Taylor         | Bahamas     | 14,01 | 13,98 | 13,71 | 14,01          |      |
| 16   | A      | Tuğba Danışmaz          | Turchia     | x     | 13,97 | 13,95 | 13,97          |      |
| 17   | A      | Saly Sarr               | Senegal     | x     | 13,96 | 11,72 | 13,96          |      |
| 18   | A      | Neja Filipič            | Slovenia    | 13,75 | 13,78 | 13,85 | 13,85          |      |
| 19   | A      | Maja Åskag              | Svezia      | 13,79 | 13,63 | x     | 13,79          |      |
| 20   | B      | Kimberley Williams      | Giamaica    | 13,77 | 13,09 | 13,76 | 13,77          |      |
| 21   | A      | Gabriela Petrova        | Bulgaria    | 13,77 | x     | 13,67 | 13,77          |      |
| 22   | B      | Rūta Kate Lasmane       | Lettonia    | 13,76 | 11,43 | 13,54 | 13,76          |      |
| 23   | B      | Sharifa Davronova       | Uzbekistan  | 13,74 | x     | 13,55 | 13,74          |      |
| 24   | B      | Zeng Rui                | Cina        | 13,03 | 13,69 | 13,36 | 13,69          |      |
| 25   | A      | Dovilè Kilty            | Lituania    | 13,63 | 13,51 | 13,64 | 13,64          |      |
| 26   | A      | Ottavia Cestonaro       | Italia      | 13,63 | x     | 13,48 | 13,63          |      |
| 27   | A      | Gabriele Santos         | Brasile     | x     | 13,63 | 13,48 | 13,63          |      |
| 28   | B      | Mariko Morimoto         | Giappone    | x     | 13,40 | 13,19 | 13,40          |      |
| 29   | B      | Olha Korsun             | Ucraina     | 13,06 | x     | x     | 13,06          |      |
| 30   | B      | Diana Zagainova         | Lituania    | x     | x     | 12,86 | 12,86          |      |
|      | A      | Senni Salminen          | Finlandia   |       |       |       | NM             |      |

### Finale
| Pos.    | Atleta                  | Nazione     | 1º    | 2º    | 3º    | 4º              | 5º              | 6º              | Miglior misura | Note             |
| ------- | ----------------------- | ----------- | ----- | ----- | ----- | --------------- | --------------- | --------------- | -------------- | ---------------- |
| Oro     | Thea LaFond             | Dominica    | 14,32 | 15,02 | 14,46 | 14,12           | 14,43           | —               | 15,02          | Record nazionale |
| Argento | Shanieka Ricketts       | Giamaica    | 14,61 | 14,87 | x     | x               | x               | 14,73           | 14,87          |                  |
| Bronzo  | Jasmine Moore           | Stati Uniti | x     | 14,67 | x     | 14,16           | x               | x               | 14,67          |                  |
| 4       | Liadagmis Povea         | Cuba        | 14,28 | x     | 14,39 | 14,25           | 14,64           | 14,56           | 14,64          |                  |
| 5       | Leyanis Pérez Hernández | Cuba        | 14,62 | 14,12 | 14,50 | 14,37           | 14,42           | x               | 14,62          |                  |
| 6       | Ana Peleteiro           | Spagna      | 14,55 | 13,73 | 14,52 | 14,59           | 14,26           | 14,31           | 14,59          |                  |
| 7       | Ackelia Smith           | Giamaica    | 13,88 | x     | 14,15 | 13,86           | 13,91           | 14,42           | 14,42          |                  |
| 8       | Dariya Derkach          | Italia      | 14,14 | 14,08 | 13,79 | x               | x               | 13,79           | 14,14          |                  |
| 9       | Keturah Orji            | Stati Uniti | 13,97 | x     | 14,05 | Non qualificata | Non qualificata | Non qualificata | 14,05          |                  |
| 10      | Elena Taloş             | Romania     | x     | x     | 14,03 | Non qualificata | Non qualificata | Non qualificata | 14,03          |                  |
| 11      | Maryna Bech-Romančuk    | Ucraina     | x     | x     | 13,98 | Non qualificata | Non qualificata | Non qualificata | 13,98          |                  |
| 12      | Ilionis Guillaume       | Francia     | x     | 13,78 | x     | Non qualificata | Non qualificata | Non qualificata | 13,78          |                  |